# Tropaeolum majus
La caputxina, morritort d'Índies, herba llaguerai altres denominacions populars (Tropaeolum majus) és una espècie de planta amb flors que té les flors comestibles i s'utilitza com a planta ornamental. És originària d'Amèrica del Sud, de la serralada dels Andes des de Bolívia a Colòmbia. L'espècie cultivada probablement té un origen híbrid amb participació de les espècies T. minus, T. moritzianum, T. peltophorum, i T. peregrinum.
El terme tropaeolum deriva del grec Τροπαιον (petit trofeu), per la disposició de fulles i flors. El nom vulgar deriva de la forma de caputxa (de monjo) de les flors. Aquesta flor va ser introduïda a Europa pels jesuïtes al segle xvi. Es tracta d'una planta comestible, de la qual s'utilitzen tant les tiges joves i les fulles, com també les flors com a acompanyament de les amanides.

## Morfologia

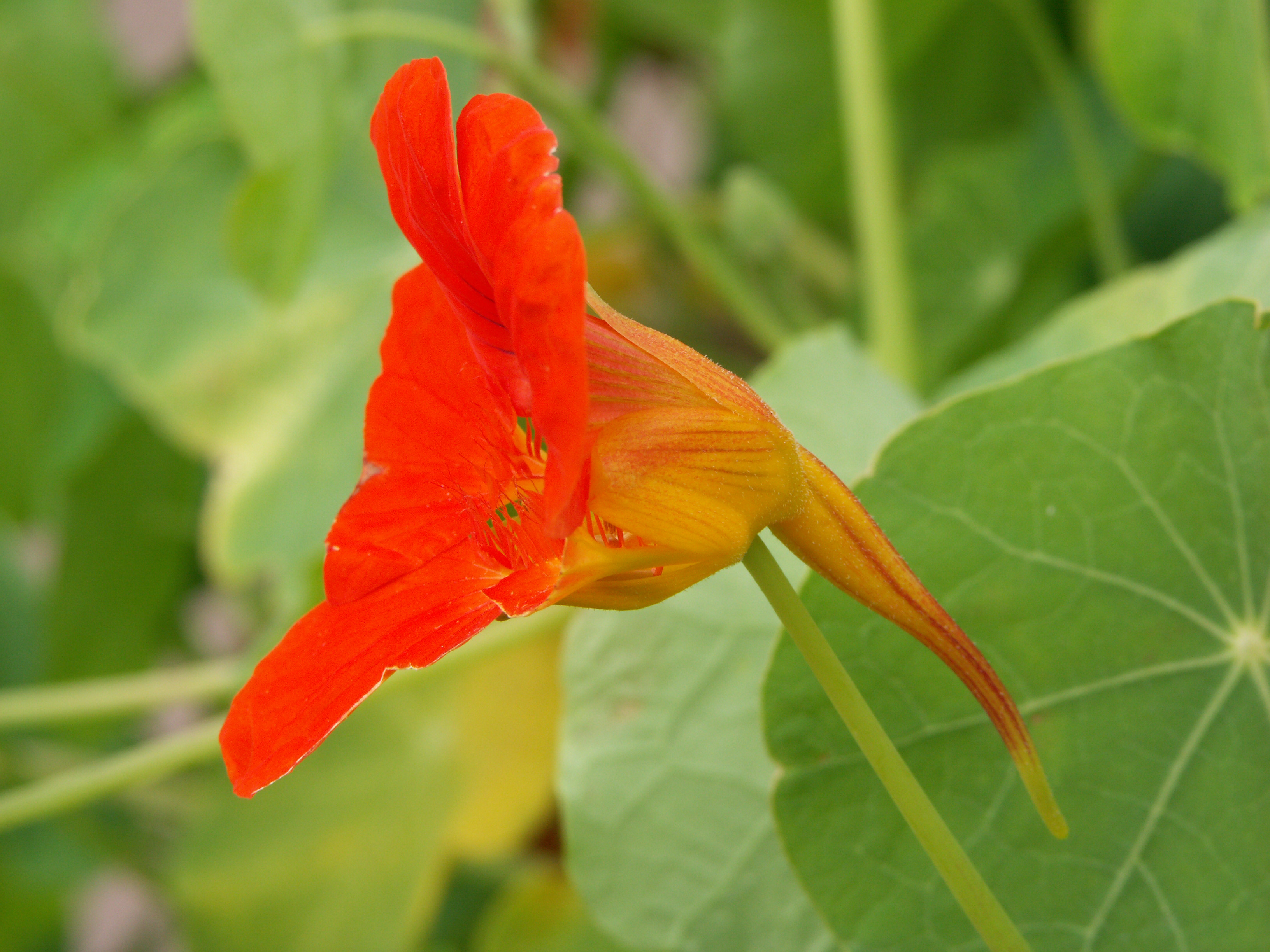
Flor ensenyant l'esperó que allotja el nectari

És una planta herbàcia anual amb tiges ascendents d'un metre o més. Les fulles són grans quasi circulars de 3-15 cm de diàmetre, per sobre verdes i glauques, i pàl·lides pel revers; tenen un pecíol de 5-30 cm de llarg situat cap a la meitat de la fulla, amb diverses venes radiants. Les flors fan de 2,5–6 cm de diàmetre, amb cinc pètals, vuit estams, i un esperó nectarífer de 2,5–3 cm de llarg; el seu color varia entre el taronja i el vermell. El fruit fa 2 cm d'amplària amb tres segments, cadascun dels quals amb una sola llavor d'1–1,5 cm de llarg.

## Galeria

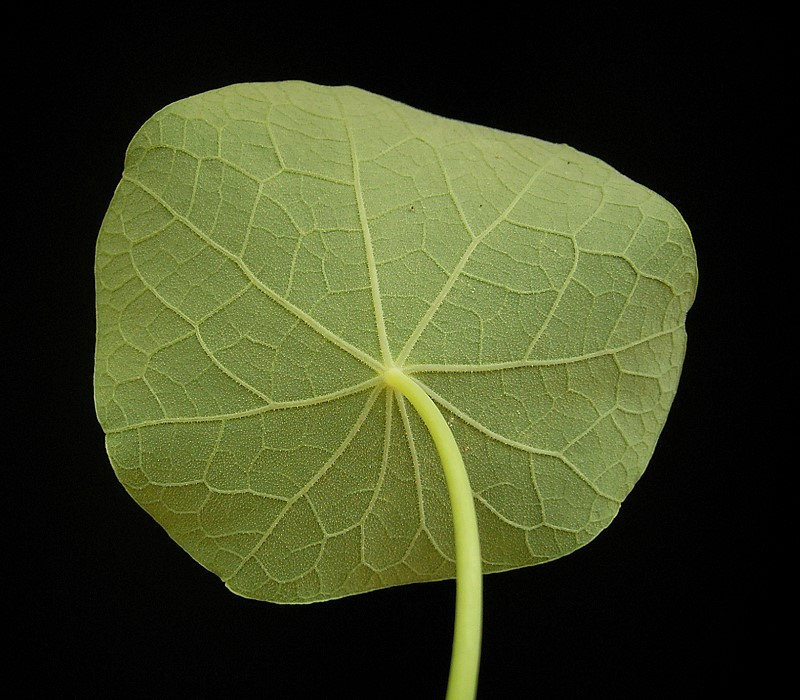
Anvers de la fulla
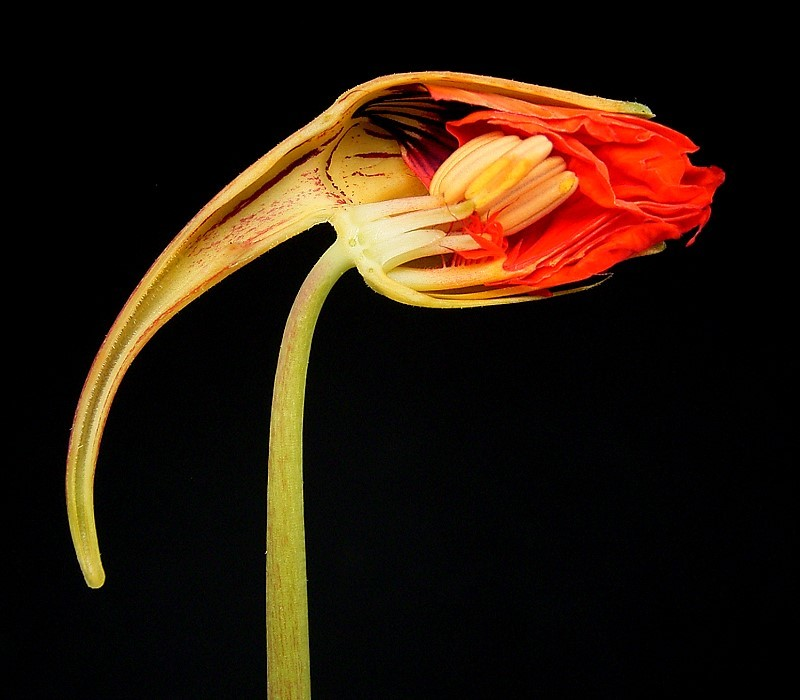
Flor tallada
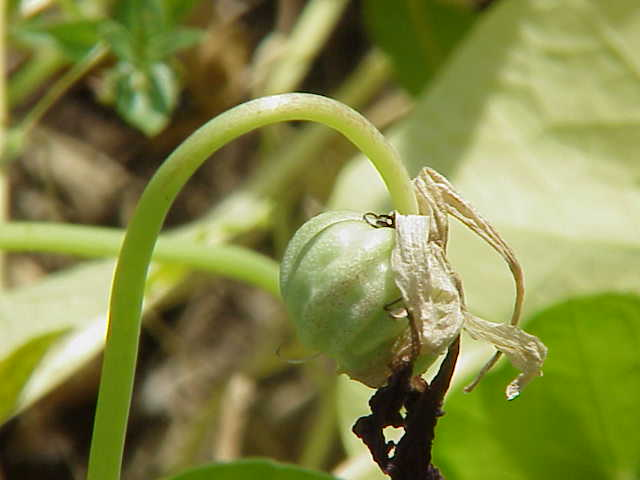
Fruit immadur

## Resum
Les caputxines, o tacs de reines, Tropaeolum majus, són flors de la família de les tropeoláceas. Són caracteritzades per ser comestibles i ser utilitzades en ornamentació. Són, regularment, vermelles i amb el centre groc, i amb uns cinc pètals units en forma de trompeta. Cal abonar cada 15 dies, i regar-les, des de primavera fins a final d'estiu, regularment per mantenir el sòl lleugerament humit. Els agraden els espais humits i assolellats o ombrívols. Floreixen des de primavera fins a la tardor.